# Ramseur
Ramseur é uma cidade  localizada no estado norte-americano de Carolina do Norte, no Condado de Randolph.

## Demografia
Segundo o censo norte-americano de 2000, a sua população era de 1588 habitantes.
Em 2006, foi estimada uma população de 1708, um aumento de 120 (7.6%).

## Geografia
De acordo com o United States Census Bureau tem uma área de
4,3 km², dos quais 4,2 km² cobertos por terra e 0,1 km² cobertos por água. Ramseur localiza-se a aproximadamente 150 m acima do nível do mar.

## Localidades na vizinhança
O diagrama seguinte representa as localidades num raio de 16 km ao redor de Ramseur.